# مالیکوویتسه
مالیکوویتسه (به چکی: Malíkovice) یک منطقهٔ مسکونی در جمهوری چک است که در شهرستان کلادنو واقع شده‌است.